# آوندداران
گیاهان آوندی یا آوندنداران (به انگلیسی: Vascular plants) (نام علمی: Tracheophyta) یکی از زیرفرمانروهای گیاهان است. این گروه شامل شاخهٔ سرخس‌گیان و گیاهان دانه‌دار (که خود به دو زیرشاخهٔ بازدانگان و نهان‌دانگان تقسیم می‌شود) است. ویژگی این دسته از گیاهان این است که آن‌ها بر خلاف گیاهان بدون آوند چون خزه‌گیان برای انتقال شیرهٔ خام و پرورده دارای آوند هستند. ویژگی دیگر گیاهان آونددار این است که نسل اسپوروفیت (که دیپلوئید است) بخش اصلی چرخهٔ زندگی گیاهان را تشکیل می‌دهد (در حالی که در گیاهان بدون آوند نسل هاپلوئید، یعنی گامتوفیت غلبه دارد).         